# Dolmen de Matàrrubilla
Il Dolmen de la Matàrrubilla è una tomba a corridoio preistorica situata a Valencina de la Concepción, localita a circa 30 km da Siviglia, in Spagna. La struttura è stata datata all'età calcolitica, circa al 3000 a.C..

## Descrizione
Il dolmen de Matàrrubilla, scoperto casualmente nel 1917, fu scavato per la prima volta da Hugo Obermaier, che dalla camera, la cui copertura era stata fatta saltare con la dinamite, avanzò verso il corridoio, scavando circa 10 m. dello stesso, e ha poi terminato l'intervento, preoccupato per il pericolo rappresentato dall'instabilità della struttura e ritenendo di essere giunto all'ingresso. Già negli anni '50, e in occasione del suo restauro, Francisco Collantes de Terán scavò altri 20 m. di ciò che restava del corridoio.
Cronologicamente si estenderebbe dai primi secoli del III millennio a.C. fino alla metà del II millennio a.C., quindi coprendo praticamente tutta l'età del rame e la prima fase dell'età del bronzo.
La costruzione ha un ampio corridoio di 29,6 m. di lunghezza, anche se solo 22,5 m conservano i solai della copertura originaria, e una larghezza e un'altezza media di 1,30 e 2 m. rispettivamente. La camera circolare ha un diametro massimo di 2,8 m. ed un'altezza di 2,18 m, il tutto coperto da un tumulo di 30 m. di diametro.
Il pavimento del corridoio era costituito da materiale limo-argilloso compattato; ma avendo individuato tracce di pilastri centrali che sorreggevano le pesanti coperture, non è noto se fossero rialzati in origine o collocati a seguito di successivi crolli o fratture. Le due lastre di ardesia rinvenute all'inizio del corridoio sono state interpretate come resti di una porta di accesso. Verso la metà del corridoio si conservavano i resti di una persona, deposti in posizione rannicchiata accanto al muro.
La maggior parte delle lastre del tetto sono costituite da arenaria calcarea e presentano, come nel caso del dolmen de la Pastora, formazioni di origine geologica che sono considerate una particolare forma di arte megalitica, ottenuta mediante la conservazione degli elementi naturali in rilievo. È il caso delle vistose strutture di forma lanceolata, che per la loro forma sono conosciute popolarmente come spade. La camera mostra una muratura con strati di argilla impastata in piccoli mattoni. che sono disposti ogni due file di paratie. La falsa cupola della camera è stata costruita con l'avvicinamento delle paratie, su cui sono disposte diverse pietre di arenaria, sormontate da una grande lastra di granito per la chiusura.
Tuttavia, l'elemento di maggiore interesse conservato a Matàrrubilla è il grande monolite quadrangolare con un incavo centrale che occupa quasi tutto lo spazio della camera, ragion per cui è presumibile ritenere che sia stato collocato durante la costruzione del dolmen stesso e prima che il coperchio fosse chiuso. Il blocco è lungo 1,7 m, largo 1,25 m e alto 0,5 m.
Dall'analisi del materiale lapideo si è dedotto che esso sia stato realizzato con un gesso compatto proveniente dall'altra parte del golfo, questo dista almeno circa 75 km in linea retta da Valencina. Probabilmente serviva come tavola per le offerte, altare o luogo di sepoltura; si tratta in ogni caso di un importante elemento rituale su cui sicuramente imperniava la costruzione del monumento.